# Parafia św. Mikołaja w Równem
Parafia św. Mikołaja w Równem – parafia rzymskokatolicka, znajdująca się w archidiecezji przemyskiej, w dekanacie Miejsce Piastowe. 